# El curiós cas de Benjamin Button
El curiós cas de Benjamin Button (títol original en anglès: The Curious Case of Benjamin Button) és una pel·lícula estatunidenca dirigida per David Fincher. Amb un guió d'Eric Roth i protagonitzada per Brad Pitt, Cate Blanchett, Tilda Swinton i Jason Flemyng, nominada a 13 premis Oscar, està basada en l'obra homònima de l'autor Francis Scott Fitzgerald. Ha estat doblada i subtitulada al català.
Després de dirigir Zodiac, el director estatunidenc canvia de registre i de la sordidesa i foscor que tan bé domina i passa a la història delicada i màgica que escrigués Scott Fitzgerald en els anys vint del segle passat. El curiós cas de Benjamin Button ens parla d'un nen que neix amb l'aspecte d'un ancià de setanta anys i que va rejovenint així que passen els anys. Una vida a la inversa, en definitiva.

## Argument
Benjamin Button (Brad Pitt) és un home que va néixer sent un ancià i en lloc d'envellir, rejoveneix. És un home, que com els altres, no pot parar el temps. Al final de la Primera Guerra Mundial, Benjamin comença el seu viatge per la vida, un viatge tan inusual com el de qualsevol altra persona. Aquesta és la gran història d'un home no tan ordinari; la història de la gent i els llocs que ell va conèixer, dels amors que ell va trobar, de les alegries de la vida i les tristeses de la mort, i d'allò que perdura més enllà de la mort.

## Resum
Aquesta història relata la vida d'un home que va néixer vell i va morir quan era un nadó.
Els fets de la pel·lícula van succeint a mesura que Carolina, la filla d'una dona major anomenada Daisy que és a l'hospital esperant la mort, va llegint el diari de Benjamin Button.
Abans de tot això, Daisy narra a la seva filla la història d'un rellotger destacat i cec anomenat Gateau, a qui se li va encarregar l'elaboració d'un rellotge que penjaria a l'estació de trens de Nova Orleans. En el procés de construcció del rellotge, Gateau rep la notícia que el seu únic fill havia mort a la Primera Guerra Mundial i, malgrat el succés, decideix continuar treballant en el rellotge, però intencionadament el dissenya perquè les seves manilles girin en direcció contrària, amb l'esperança que aquest faci tornar el temps i porti de tornada a tots els que van morir a la guerra. Després que s'inauguri el rellotge a l'estació, Gateau desapareix.
Just el dia en què la Gran Guerra acaba, mentre la gent celebra l'inici d'un nou període de pau, neix a Nova Orleans un nadó amb l'aparença i les limitacions físiques d'un home de 86 anys, al qual se li pronostiquen poques esperances de vida. La mare del nen mor després del part. El seu pare el deixa a una residència d'avis on una senyora, l'encarregada de la residència, l'adopta. En aquesta residència transcorre molt de temps i es pot anar observant la millora d'aquest nadó que tothom donava per mort. Quan devia aparentar uns 70 anys coneix a una dolça nena anomenada Daisy, de la qual es fa amic. Amb el temps deixa les crosses i troba treball en un remolcador del port.
Posteriorment, deixa l'asil per embarcar-se al Chelsea, el remolcador, i promet a Daisy enviar-li postals de tots els llocs en què estigui. D'aquesta manera recorre diversos llocs de la costa oriental dels Estats Units.
El Chelsea arriba fins a Rússia, i tota la tripulació s'allotja en un hotel de port, on Benjamin coneix a una dona britànica anomenada Elizabeth de la qual s'enamora. Després de llargues converses nocturnes, i tot i que Elizabeth està casada amb un espia del govern britànic, inicien un romanç, però aquesta acaba abandonant-lo.
El Chelsea entra una nit en combat amb un submarí alemany. Amb això el Chelsea s'enfonsa i Benjamin és rescatat per un mercant. Amb aquest succés Benjamin deixa de treballar a la mar.
Ell torna a Nova Orleans amb l'aspecte d'un home de cinquanta anys, i visita Queenie, la seva mare adoptiva. Allà es troba amb Daisy, la seva amiga de la infantesa, que és una gran ballarina de dansa i ella intenta iniciar un romanç amb ell, però Benjamin subtilment la rebutja. El seu pare es revela finalment i li confessa que està severament malalt i que en morir el deixaria tots els seus béns que són una antiga fàbrica de botons i una gran casa on hi ha retrats de la seva mare.
Després de la mort del seu pare, Benjamin visita a Daisy a Nova York, lloc on ella ha aconseguit convertir-se en una bona ballarina. Però s'assabenta que s'ha enamorat d'un ballarí així que decideix allunyar-se de Daisy, ja que les seves vides havien pres rumbs diferents.
Daisy pateix un accident en ser atropellada i haver-se trencat la cama a causa d'un cotxe a París, impedint per sempre continuar amb la seva carrera com a ballarina. Benjamin s'assabenta a través d'un telegrama enviat per una de les seves amigues de dansa, i immediatament viatja a París per assistir-la en tot el possible. Però Daisy el rebutja i li demana que s'allunyi de la seva vida. Daisy, que s'ha refet de l'accident, ja no pot ballar més, torna a l'asil i es troba amb Benjamin i finalment el romanç neix entre ells; per llavors Benjamin té l'aspecte d'un home de 40 anys.
Un dia, Benjamin decideix marxar de la vida de Daisy perquè argumenta que aviat haurà de criar-lo en tornar el més jove i que, si roman al costat d'ella, la filla que han tingut junts, no podrà tenir una vida normal. Així que Daisy es torna a casar. Benjamin torna a l'asil d'ancians on havia crescut fins que Daisy qui ja és vídua rep una crida i va a l'asil i assisteix quan Benjamin ja té aspecte de pre-adolescent que desemboca en el d'un nen amb malaltia d'Alzheimer i finalment en el d'un nadó de braços, Daisy en les seves cures, llegeix el mateix llibre de contes a Benjamin, que la seva àvia els llegia quan eren nens. Benjamin mor als 84 en els braços de Daisy.

## Efectes especials
El curiós cas de Benjamin Button va ser la guanyadora de l'Oscar a millors efectes visuals de 2009. Aquests es van portar a terme per Eric barba, Steve Preeg, Burt Dalton i Craig barron.
El film destaca pels seus efectes especials, els quals es van portar a terme, en gran manera, amb una de les tecnologies més avançades del moment, la generació d'imatges per ordinador (CGI): es tracta d'utilitzar la infografia i els gràfics 3D amb ordinadors per crear imatges dinàmiques o estàtiques, tant bidimensionals com tridimensionals de pel·lícules, videojocs... En aquest cas, l'encarregat de crear aquests efectes fou Steve Preeg, el qual va treballar també en films molt importants com ara King Kong.
Part dels efectes especials de la pel·lícula es van produir a partir d'un programari creat a Espanya, Realflow, per Next Limit Technologies a Madrid.
Una de les opcions era usar diferents actors de diverses edats perquè actuessin segons l'etapa de vida del protagonista, però finalment van decidir arriscar-se amb un únic actor (Brad Pitt) i fer ús del maquillatge i la tecnologia, és a dir, dels efectes especials i visuals. La idea era recrear la cara i els gestos de l'actor en 3 dimensions per convertir-la en la d'un senyor gran, però a més també era necessària la recreació del cos, un cos que fossi adequat a l'edat i que, al mateix temps, concordés amb la cara i la gesticulació del personatge. Així, durant la primera part del film, més concretament durant els primers 52 minuts, el cap del personatge serà completament digital, sense cap mena de maquillatge, produït per versions CGI. Per fer possible això, Brad Pitt va haver de fer una sèrie de gestos, expressions i diferents posicions de cara a càmera perquè els ordinadors poguessin tenir moviments musculars de l'actor en 3D. Era important que les emocions de Brad Pitt es poguessin veure en el rostre del protagonista, Benjamin Button, i, per tant, era necessari fer tots aquests passos de recol·lecta de les seves gesticulacions. El cos del personatge a l'inici de la pel·lícula, però, era d'un senyor, el qual sempre que es filmava portava una mena de caputxa blava al cap per a després en postproducció poder introduir-li el disseny digital del rostre de Brad Pitt vell.
Hi ha una part del film on el rostre del protagonista deixarà de ser digital i es passarà a utilitzar el maquillatge per envellir-ho, així com la utilització d'extensions de cabell, etc. Això és degut al canvi físic del mateix personatge, el qual a mesura que es desenvolupa el film, més jove esdevé.

## Repartiment
- Brad Pitt: Benjamin Button
- Cate Blanchett: Daisy
- Tilda Swinton: Elizabeth Abbott
- Taraji P. Henson: Queenie
- Elle Fanning: Daisy, als 6 anys
- Elias Koteas: Monsieur Gateau
- Jason Flemyng: Thomas Button
- Julia Ormond: Caroline
- Josh Stewart: Pleasant Curtis
- Mahershalalhashbaz Ali: Tizzy
- Eric West: cantant
- Jeanne Bourgeois: Judith, la mare de Daisy

## Premis i nominacions

### Premis
- 2009: Oscar a la millor direcció artística per Donald Graham Burt i Victor J. Zolfo
- 2009: Oscar al millor maquillatge per Greg Cannom
- 2009: Oscar als millors efectes visuals per Eric Barba, Steve Preeg, Burt Dalton i Craig Barron
- 2009: BAFTA al millor disseny de producció per Donald Graham Burt i Victor J. Zolfo
- 2009: BAFTA als millors efectes visuals per Eric Barba, Craig Barron, Nathan McGuinness i Edson Williams
- 2009: BAFTA al millor maquillatge per Jean Ann Black i Colleen Callaghan

### Nominacions
- 2009: Oscar a la millor pel·lícula
- 2009: Oscar al millor director per David Fincher
- 2009: Oscar al millor actor per Brad Pitt
- 2009: Oscar a la millor actriu secundària per Taraji P. Henson
- 2009: Oscar al millor guió adaptat per Eric Roth i Robin Swicord
- 2009: Oscar a la millor banda sonora per Alexandre Desplat
- 2009: Oscar a la millor fotografia per Claudio Miranda
- 2009: Oscar al millor muntatge per Kirk Baxter i Angus Wall
- 2009: Oscar al millor vestuari per Jacqueline West
- 2009: Oscar a la millor edició de so per David Parker, Michael Semanick, Ren Klyce i Mark Weingarten
- 2009: Globus d'Or a la millor pel·lícula dramàtica
- 2009: Globus d'Or al millor director per David Fincher
- 2009: Globus d'Or al millor actor dramàtic per Brad Pitt
- 2009: Globus d'Or al millor guió per Eric Roth i Robin Swicord
- 2009: Globus d'Or a la millor banda sonora per Alexandre Desplat
- 2009: BAFTA a la millor pel·lícula
- 2009: BAFTA al millor director per David Fincher
- 2009: BAFTA al millor actor per Brad Pitt
- 2009: BAFTA a la millor música per Alexandre Desplat
- 2009: BAFTA al millor guió adaptat per Eric Roth
- 2009: BAFTA a la millor fotografia per Claudio Miranda
- 2009: BAFTA al millor muntatge per Kirk Baxter i Angus Wall
- 2009: BAFTA al millor vestuari per Jacqueline West
- 2010: Grammy al millor àlbum de banda sonora per pel·lícula, televisió o altre mitjà visual per Alexandre Desplat